# Теуль-сюр-Мер
Теу́ль-сюр-Мер (фр. Théoule-sur-Mer) — коммуна на юго-востоке Франции в регионе Прованс — Альпы — Лазурный берег, департамент Приморские Альпы, округ Грас, кантон Мандельё-ла-Напуль. До марта 2015 года коммуна административно входила в состав упразднённого кантона Западные Мандельё-Канны (округ Грас).
Площадь коммуны — 10,49 км², население — 1499 человек (2006) с тенденцией к росту: 1526 человек (2012), плотность населения — 145,5 чел/км².

## Население
Население коммуны в 2011 году составляло 1538 человек, а в 2012 году — 1526 человек.
| 1962 | 1968 | 1975 | 1982 | 1990 | 1999 | 2006 | 2008 | 2011 | 2012 |
| ---- | ---- | ---- | ---- | ---- | ---- | ---- | ---- | ---- | ---- |
| 755  | 733  | 798  | 1010 | 1216 | 1296 | 1499 | 1556 | 1538 | 1526 |

Динамика численности населения:

## Экономика
В 2010 году из 996 человек трудоспособного возраста (от 15 до 64 лет) 720 были экономически активными, 276 — неактивными (показатель активности 72,3 %, в 1999 году — 72,9 %). Из 720 активных трудоспособных жителей работали 654 человека (379 мужчин и 275 женщин), 66 числились безработными (26 мужчин и 40 женщин). Среди 276 трудоспособных неактивных граждан 64 были учениками либо студентами, 96 — пенсионерами, а ещё 116 — были неактивны в силу других причин.
На протяжении 2010 года в коммуне числилось 741 облагаемое налогом домохозяйство, в котором проживало 1457,5 человек. При этом медиана доходов составила 20 тысяч 542 евро на одного налогоплательщика.